# RZ Щита
RZ Щита (лат. RZ Scuti) − затменная переменная звезда типа Алголя. Находится в созвездии Щита. Это бело-голубой сверхгигант класса В.